# Methyl-4,6-O-benzyliden-α-D-glucopyranosid
Methyl-4,6-O-benzyliden-α-D-glucopyranosid ist eine chemische Verbindung aus der Gruppe der Monosaccharide. Es ist ein teilgeschütztes Derivat der Glucose, das als Zwischenprodukt in der organischen Synthese verwendet wird. Entscheidende funktionelle Gruppen sind die beiden übrigen freien Hydroxygruppen sowie das Benzyliden-Acetal.

## Gewinnung und Darstellung
Methyl-4,6-O-benzyliden-α-D-glucopyranosid kann auf verschiedene Weisen synthetisiert werden. Das Edukt ist dabei stets Methyl-α-D-glucopyranosid. Dieses kann zum Beispiel mit Benzaldehyd als Reaktant und Lösungsmittel in Gegenwart von Zinkchlorid bei leicht unter Raumtemperatur zum Produkt umgesetzt werden. Gegebenenfalls ökonomischer ist die Verwendung von 5 Mol-% Vanadyltriflat (VO(TfO)2) als Katalysator bei Austausch des Lösungsmittel zu Acetonitril und Reaktionsführung bei Raumtemperatur.

## Eigenschaften
Methyl-4,6-O-benzyliden-α-D-glucopyranosid kristallisiert in Form feiner Nadeln.